# Surfin' Bird
Surfin' Bird è il primo e unico album discografico dei The Trashmen, pubblicato nel 1964 che contiene l'omonimo brano.
L'album è composto da 16 brani di genere surf rock con influenze garage rock.

## Tracce
1. Surfin' Bird - 2:23
2. King of the Surf - 2:30
3. Henrietta - 2:35
4. Miserlou - 2:08
5. Malaguena - 2:35
6. It's so Easy - 2:06
7. Tube City - 3:23
8. My Woodie - 1:55
9. Bird Bath - 2:37
10. Kuk - 2:05
11. Money - 3:12
12. Sleeper - 2:33
13. Surfin' Bird (Demo Version) - 2:21
14. Bird Dance Beat (Demo Version) - 2:07
15. Walkin' My Baby - 2:29
16. Dancin' With Santa - 2:31

## Formazione
- Dal Winslow - chitarra, voce
- Tony Andreason - chitarra
- Bob Reed - basso
- Steve Wahrer - batteria, voce